# Чарлос-Гайтс (Монтана)
Чарлос-Гайтс (англ. Charlos Heights) — переписна місцевість (CDP) в США, в окрузі Раваллі штату Монтана. Населення — 135 осіб (2020).

## Географія
Чарлос-Гайтс розташований за координатами 46°8′2″ пн. ш. 114°10′53″ зх. д. / 46.13389° пн. ш. 114.18139° зх. д. (46.133969, -114.181442).  За даними Бюро перепису населення США в 2010 році переписна місцевість мала площу 2,95 км², уся площа — суходіл. В 2017 році площа становила 3,13 км², з яких 3,07 км² — суходіл та 0,06 км² — водойми.

## Демографія
Згідно з переписом 2010 року, у переписній місцевості мешкало 120 осіб у 49 домогосподарствах у складі 40 родин. Густота населення становила 41 особа/км².  Було 60 помешкань (20/км²).
Расовий склад населення:
| - 91,7 % — білих - 1,7 % — корінних американців |

До двох чи більше рас належало 6,7 %. Частка іспаномовних становила 3,3 % від усіх жителів.
За віковим діапазоном населення розподілялося таким чином: 20,8 % — особи молодші 18 років, 65,0 % — особи у віці 18—64 років, 14,2 % — особи у віці 65 років та старші. Медіана віку мешканця становила 49,0 року. На 100 осіб жіночої статі у переписній місцевості припадало 96,7 чоловіків;  на 100 жінок у віці від 18 років та старших — 102,1 чоловіків також старших 18 років.
Цивільне працевлаштоване населення становило 78 осіб. Основні галузі зайнятості: мистецтво, розваги та відпочинок — 21,8 %.